# Self Entitled
Self Entitled (englisch für selbstbetitelt) ist das zwölfte Studioalbum der US-amerikanischen Punkrockband NOFX. Es wurde im September 2012 über Fat Wreck Chords veröffentlicht.

## Hintergrund

### Entstehung
Die Veröffentlichung des Albums dauerte mehr als ein Jahr. Sänger und Bassist Fat Mike gab der Daily Times im Januar 2011 bekannt, dass ein Nachfolger von Coaster in Produktion sei, und erklärte: „Es gibt einige wirklich gute Songs auf Coaster, aber nachdem ich 300 Songs geschrieben habe, bin ich froh, dass ich mir diese ausgedacht habe. Deshalb gibt es dort Lieder über Iron Maiden und Tegan and Sara. Manchmal schnappe ich mir Sachen, nur um Sachen zu schnappen, und ich gehe in viele verschiedene Richtungen.“ In diesem Jahr gab Fat Mike gegenüber der Phoenix New Times bekannt, dass er mit der Arbeit an einem neuen NOFX-Album und einem Soundtrack zu einem „Fetischfilm“ namens Rubber Bordello begonnen hatte. Am 14. Februar 2012 gab Fat Mike dem Rolling Stone bekannt, dass NOFX im April mit der Aufnahme ihres zwölften Studioalbums beginnen würde und fügte hinzu: „Ich habe 12 Songs, aber ich habe keinen Namen dafür und nur ein paar der Songs sind fertig. Wir machen gerade ein Demo.“ Am 12. April veröffentlichte er auf seiner Twitter-Seite eine Nachricht, dass die Band wieder mit Bill Stevenson im Studio sei, der Wolves in Wolves' Clothing und Coaster produziert hatte. Der Aufnahmeprozess von Self Entitled war in zweieinhalb Wochen abgeschlossen.

### Veröffentlichung
Die Erstveröffentlichung von Self Entitled erfolgte schließlich am 11. September 2012 bei Fat Wreck Chords. Das Album erschien zeitgleich als CD (Katalognummer: FAT777-2) und LP (Katalognummer: FAT777-1). In einem Interview mit Punknews.org im Oktober 2012 sagte Fat Mike, dass sie 18 Songs aufgenommen hätten, es aber nur zwölf auf das Album geschafft hätten.

## Titelliste
Alle Titel wurden von Fat Mike geschrieben, außer Cell Out von Fat Mike und Eric Melvin.
1. 72 Hookers – 3:36
2. I Believe in Goddess – 1:34
3. Ronnie & Mags – 2:09
4. She Didn’t Lose Her Baby – 2:56
5. Secret Society – 2:53
6. I, Fatty – 1:36
7. Cell Out – 2:02
8. Down with the Ship – 2:23
9. My Sycophant Others – 2:46
10. This Machine Is 4 – 2:07
11. I’ve Got One Jealous Again, Again – 3:02
12. Xmas Has Been X’ed – 2:43

## Mitwirkende
- El Hefe – Gesang, Gitarre
- Eric Melvin – Begleitgesang, Gitarre
- Fat Mike – Bass, Gesang
- Erik Sandin – Perkussion, Schlagzeug

Gastmusiker
- Mike Powell – Keyboard
- Spike Slawson – Begleitgesang

Produktion
- Jamie McMann – Toningenieur
- Bill Stevenson – Produktion

## Singleauskopplungen
Dem Album gingen zwei Singles voraus, die auf 7" veröffentlicht wurden und digital exklusiv auf der Website von Fat Wreck erhältlich waren. Die erste, My Stepdad's a Cop and My Stepmom's a Domme, wurde am 19. Juni 2012 veröffentlicht. Sie wurde bereits vor dem Album aufgenommen und enthielt den Nicht-Album-Titeltrack und eine andere Aufnahme von She Didn’t Lose Her Baby. Die zweite, Ronnie and Mags, wurde am 14. August 2012 veröffentlicht und enthielt die Albumversion des Titeltracks und eine Demoversion von I Believe in Goddess.

## Rezeption
Fred Thomas von AllMusic gab eine mittelmäßige Kritik ab und sagte: „Hier gibt es nichts Herausragendes, aber Fans der Band werden sich nicht beschweren, und für Neulinge ist es ein ebenso guter Ausgangspunkt wie alle anderen, mit wohl dem gleichen Verhältnis von cleverer, zurückhaltender Brillanz zu uninspirierter Mittelmäßigkeit wie jede andere Phase ihrer Diskographie.“ Auf der anderen Seite gab Jason Gardner von Absolute Punk dem Album eine äußerst positive Kritik und erklärte, dass „NOFX die Dinge sowohl nach innen als auch nach außen drücken und dabei nicht nur einen nahtlosen Ausdruck beider Seiten schaffen, sondern auch einige wirklich unvergessliche Jams hervorbringen.“

## Kommerzieller Erfolg
| ChartsChartplatzierungen       | Höchstplatzierung | Wochen |
| ------------------------------ | ----------------- | ------ |
| Deutschland (GfK)              | 60 (1 Wo.)        | 1      |
| Österreich (Ö3)                | 48 (1 Wo.)        | 1      |
| Schweiz (IFPI)                 | 79 (1 Wo.)        | 1      |
| Vereinigte Staaten (Billboard) | 42 (2 Wo.)        | 2      |